# CT Pará (D-27)
O CT Pará é um navio contratorpedeiro da Classe Pará (1963), da Marinha do Brasil. O navio anteriormente havia prestado serviços a Marinha dos Estados Unidos com o nome de USS Albert David (FF-1050).

## História

### Estados Unidos
O USS Albert David (FF-1050) foi um contratorpedeiro da Classe Garcia da Marinha dos Estados Unidos. Foi reclassificado posteriormente como fragata. Lançado ao mar em dezembro de 1964, foi comissionado em outubro de 1968.

### Brasil
Chegou a cidade do Rio de Janeiro, em 13 de dezembro de 1989, acompanhado dos também contratorpedeiros CT Paraíba (D-28), CT Paraná (D-29) e CT Pernambuco (D-30), quando foram incorporados a Força de Contratorpedeiros.
O contratorpedeiro Pará serviu a Marinha do Brasil por mais de 19 anos, esteve neste período 737,5 dias no mar com 167.825,8 milhas navegadas, além de ter navegado por toda a costa brasileira este nos portos de Manzanillo (México), Port of Spain (Trinidad & Tobago), Montevideo (Uruguai), La Guaira (Venezuela) e Porto Belgrano (Argentina).
A mostra de desarmamento do CT Pará ocorreu em 12 de novembro de 2008, na Base Naval do Rio de Janeiro, Ilha de Mocanguê.
O navio navegou sob o lema "Galo da Esquadra", alcunha herdada do contratorpedeiro de mesmo nome que o antecedeu o CT Pará (D-27) (1941).